# Carex ungurensis
Carex ungurensis är en halvgräsart som beskrevs av Dmitrij Litvinov. Carex ungurensis ingår i släktet starrar, och familjen halvgräs. Inga underarter finns listade i Catalogue of Life.